# 同和乡
同和乡，是中华人民共和国湖南省郴州市北湖区下辖的一个乡镇级行政单位。

## 行政区划
同和乡下辖以下地区：
同和社区、潮田村、毛坪村、同和村、梨园村、长廊村、曹家田村和年溪冲村。